# Pozdrowienie harcerskie
Pozdrowienie harcerskie (również motto, zawołanie harcerskie, skautowe) – zawołanie, którym pozdrawiają się harcerze (skauci) w Polsce – najczęściej podczas powitania i pożegnania. Wprowadzone zostało przez twórcę skautingu, Roberta Baden Powella. Hasło przez niego stosowane be prepared (z ang. bądź gotów) zostało w Polsce przekształcone, na wzór zawołania średniowiecznych rycerzy, na "Czuwaj". Zawołanie używane jest przez miliony skautów na całym świecie od 1907 roku. Większość organizacji członkowskich należących do WOSM i WAGGGS używa tego samego zawołania.

## Baden-Powelli "Be Prepared"
W krajach anglojęzycznych jest to najczęściej motto. Nie jest zbiegiem okoliczności, że może być ono skrócone do B. P. i Robert Baden-Powell, założyciel ruchu, skracał swoje nazwisko do B.-P.
W trzeciej części książki Scouting for Boys Robert Baden Powell wyjaśniał znaczenie zdania:

Mottem skautów jest:
BYĆ GOTOWYM,
które oznacza, że jesteś zawsze w stanie gotowości umysłu i ciała do wypełnienia twojego OBOWIĄZKU
- Być gotowym w myśli poprzez bycie gotowym na wypełnienie każdego rozkazu, a także przemyślany każdy wypadek, każdą możliwą sytuację zatem wiesz, co masz robić w danej chwili i chcesz to zrobić
- Być gotowym w ciele poprzez bycie silniejszym i aktywniejszym oraz możliwym do podjęcia właściwych działań, we właściwym momencie, i zrobisz to

Także pierwszy podręcznik dla przewodniczek, How Girls Can Help to Build Up the Empire, napisany przez Agnes i Roberta Baden-Powell, wyjaśnia podobnie:

Mottem przewodniczek jest "Być gotów". Dlaczego tak jest?
Jest tak, ponieważ (...) macie obowiązek być gotowym w każdym momencie do stanięcia wobec trudności i niebezpieczeństwa poprzez wiedzę co i jak zrobić wtedy.

### Akronim
W książce Hilary Saint George Saunders Uścisk lewych dłoni: Ruch skautów podczas wojny, 1939-1945' autorka stworzyła rozwinięcie hasła Be prepared. Wybrała słowa: Bravery (odwaga), Enterprise (inicjatywa), Purpose (cel), Resolution (zdecydowanie), Endurance (wytrzymałość), Partnership (partnerstwo), Assurance (pewność siebie), Reformation (poprawa), Enthusiasm (entuzjazm) and Devotion (poświęcenie).

## Czuwaj
Pozdrowienie Czuwaj! wprowadzone do polskiego harcerstwa jako zamiennik angielskiego zawołania, w ramach przystosowywania skautingu do warunków polskich.
Zawołanie to znane było i używane w średniowiecznej Polsce. Podobno strażnicy murów miejskich i bram, gdy nocą pełnili swoją służbę, nawoływali się przeciągłym "Czu – waj!" Miało to zapobiec zasypianiu strażników. Z chwilą, gdy straciły swą wartość mury miasta, a technika życia pomknęła naprzód, wraz ze zniknięciem straży miejskich znikło to zawołanie. Dopiero w 500 lat po pogromie Krzyżaków pod Grunwaldem, słowo to stało się hasłem zlotu organizacji "Sokół". Zlot ten odbył się w Krakowie w roku 1910, w pięćsetlecie bitwy. Jako słowo pozdrowienia wprowadziła je do polskiego skautingu w 1912 roku 3 Lwowska Drużyna żeńska im. Emilii Plater, założona (1911) przez Olgę Drahonowską. Drużyna ta zorganizowała w lipcu 1912 roku obóz, na którym postanowiono zastąpić używane wówczas "Czołem!", przejęte od Towarzystwa Sokół, obowiązującym do dzisiaj "Czuwaj!". Uznano bowiem, że w pozdrowieniu sokolim jest element czołobitności, uległości, że pochodzi ono od "chylę czoła". Pozdrowienie używane przez 3 LDŻ szybko rozpowszechniło się w pozostałych organizacjach skautowych i przyjęto zostało jako oficjalne przez cały skauting. Przejął je powstały w 1918 roku Związek Harcerstwa Polskiego. Pozdrowienie "Czuwaj" ma przypominać o konieczności stałej gotowości do czynu, służby dla Ojczyzny, pracy dla innych i nad sobą. Wymieniają je między sobą harcerze na powitanie i pożegnanie, w niektórych wypadkach również przy oddawaniu honorów.

## Bądź gotów
Bądź gotów! – pozdrowienie harcerskie, stosowane niegdyś jako powitanie i pożegnanie w Czerwonym Harcerstwie Towarzystwa Uniwersytetu Robotniczego, mające zastąpić Czuwaj!. Zawołanie miało przypominać o konieczności stałej gotowości do walki o sprawę proletariatu.
Kryptonim Bądź Gotów nosiła też podczas II wojny światowej Organizacja Harcerek ZHP.

## Podobne motta w innych organizacjach
- Mottem pionierów było Bądź Gotowy wraz z odpowiedzią Zawsze Gotowy odpowiedzią w różnych narodowych językach. Pionierzy byli alternatywą dla ruchu skautowego w krajach komunistycznych, gdzie ten był zakazany[1].
- Mottem i pozdrowieniem w ukraińskiej organizacji Płast jest СКОБ! (pol. SKOB!) będącym akronimem od słów Сильно, Красно, Обережно, Бистро (pol. Mocno, Pięknie, Ostrożnie, Szybko)[2].
- Motto jezuitów to Estote Parati po łacinie
- Motto Straży Wybrzeża Stanów Zjednoczonych, to Semper Paratus lub Zawsze gotów'.